# Манадыши
Манадыши (известно также как Вишнёвые Манадыши) — село в Атяшевском районе Мордовии. Входит в состав Сабанчеевского сельского поселения.

## История
Впервые упоминается в 1696 году среди «беглых» деревень покинутых после восстания Степана Разина. В «Списке населённых мест Симбирской губернии за 1863» Манадыши (Козьмодемьянское) удельное село из 77 дворов в Алатырском уезде.

## Население
| 2002 | 2010 |
| ---- | ---- |
| 173  | ↘147 |

Национальный состав
Согласно результатам Всероссийской переписи населения 2002 года, в национальной структуре населения русские составляли 40 %, мордва-эрзя — 60 %.